# Abbaye de Fontevivo
L'abbaye de Fontevivo est un monastère cistercien puis bénédictin situé dans la commune du même nom, à quelques kilomètres à l'ouest de Parme.
Fondée en 1142, elle s'accroît rapidement. Mais, à partir du XVe siècle, le régime de la commende met en péril la communauté. Face à cette décadence, l'abbaye cesse d'être cistercienne et accueille une communauté bénédictine. En parallèle, les bâtiments sont rachetés par Ranuce Ier Farnèse, qui en fait profiter la noblesse parmesane. En 1893, la vie monastique cesse définitivement et l'église devient paroissiale.

## Localisation et toponymie
L'abbaye est localisée au centre-bourg du petit village de Fontevivo. L'abbaye comme le village tirent leur nom d'une source d'eau pérenne jaillissant là,.

## Histoire

### Fondation
L'abbaye de Fontevivo est la première abbaye-fille de Chiaravalle della Colomba. À l'origine de sa fondation se trouve une donation commune de l'évêque de Parme Lanfranco, et d'un certain Delfino, parent du condottiere Obert II Pallavicino. Le premier abbé se nomme Viviamo. 

### Croissance
Dès le 28 juin 1142, une bulle du pape Lucius II confirme les possessions de l'abbaye. Dès 1146, l'ancien monastère bénédictin de San Giusto in Tuscania devient abbaye-fille de Fontevivo.
Un des principaux travaux des moines est le drainage et la viabilisation des terres marécageuses,.

### Période de crise et changement de communauté
La commende, institué au début du XVe siècle, marque le début d'une période de crise. En réponse, l'abbaye de Fontevivo est intégrée à la Congrégation italienne de Saint-Bernard, mais le déclin inéluctable de la communauté amène le pape Léon X à unir cette dernière à la Congrégation de Cassin (de) ; l'abbaye devient donc bénédictine. Lors de la transition, un grand nombre d'archives de la période cistercienne sont perdues,.

### Période bénédictine
Sous la communauté bénédictine, l'abbaye se transforme peu à peu, surtout aux XVIe et XVIIe siècles. En effet, quoiqu'il reste habité par les moines bénédictins, le monastère est racheté en 1605 par Ranuce Ier Farnèse. La noblesse de Parme et de Piacenza modifient à partir de cette date les bâtiments, en transformant ou démolissant les parties anciennes, pour convertir les bâtiments conventuels en résidence estivale. Les Bénédictins quittent l'abbaye en 1893, cédant l'édifice au diocèse de Parme. L'église devient paroissiale à cette date, sous le vocable de saint Bernard,.

## Architecture

### Église abbatiale

#### Historiographie et plan
Anselme Dimier affirme que l'église abbatiale a été mise en chantier à la fin du XIIe siècle. Daniele Negri et Frederik van der Meer (de) sont moins précis.
Le plan de l'église, construite en briques, est basilical à trois nefs longues de six travées ouvrant un sur un vaste transept. Selon le plan cistercien traditionnel, le chœur est de forme rectangulaire, et flanqué de deux chapelles de chaque côté, les chapelles ouvrant sur les bras nord et sud du transept.
Les piliers sont de forme quadrilobée et soutiennent des arcs en plein cintre. À la croisée du transept, le choix retenu est celui d'une coupole posée sur quatre arcs en plein cintre, marquée à l'intrados par un système de nervures de brique émanant du centre de la coupole, les quatre nervures diagonales se prolongeant jusqu'à la jonction avec les colonnes alors que les huit autres rayons s'interrompent sur des corbeaux de pierre. D'après Daniele Negri, cette solution complexe aurait été mise en place pour faire coïncider deux systèmes constructifs, celui de la voûte en plein cintre et celui de la tour-lanterne sur base octogonale.

Plan et système constructif de l'église
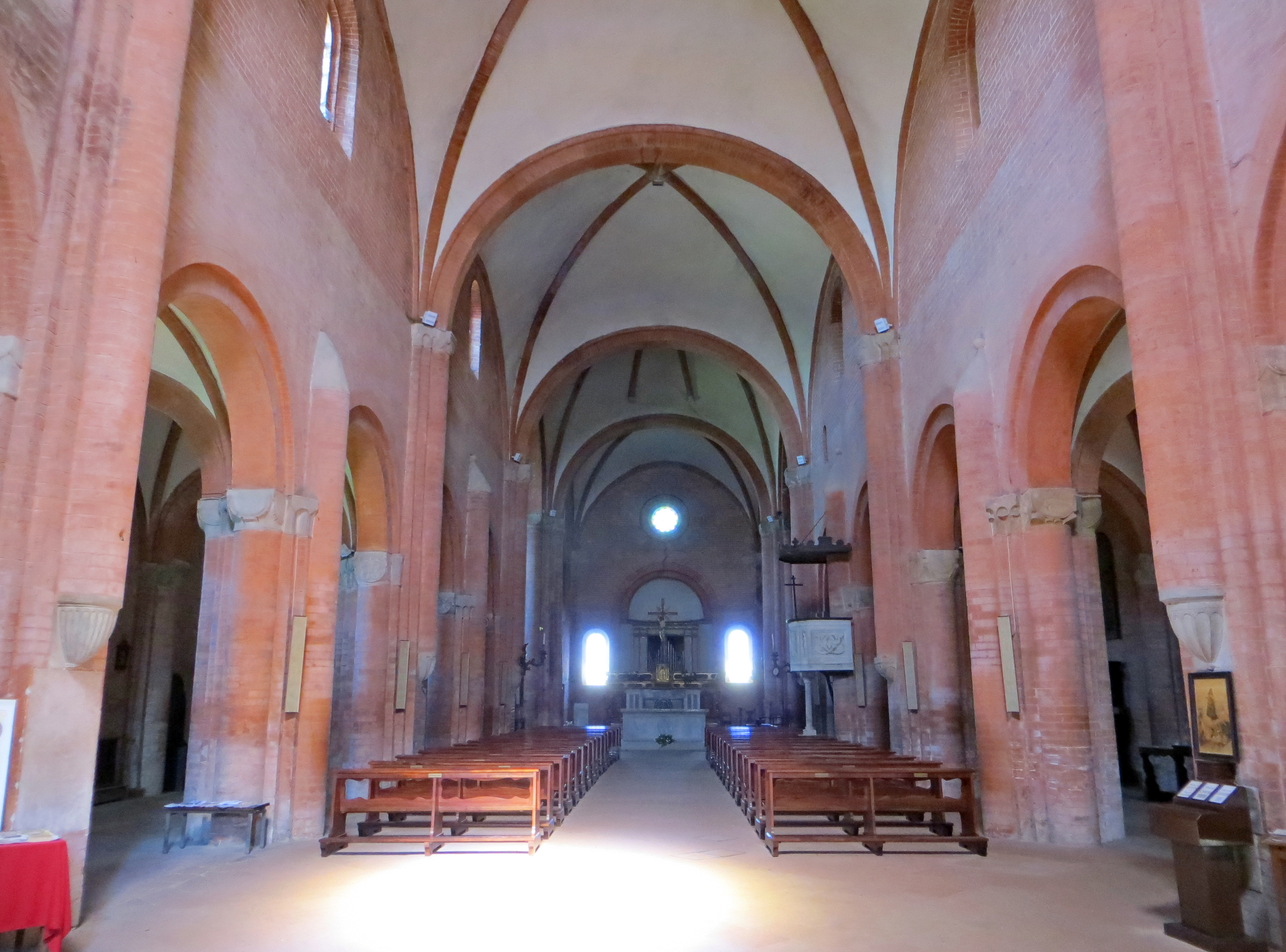
La nef vue depuis l'entrée en direction du chœur.
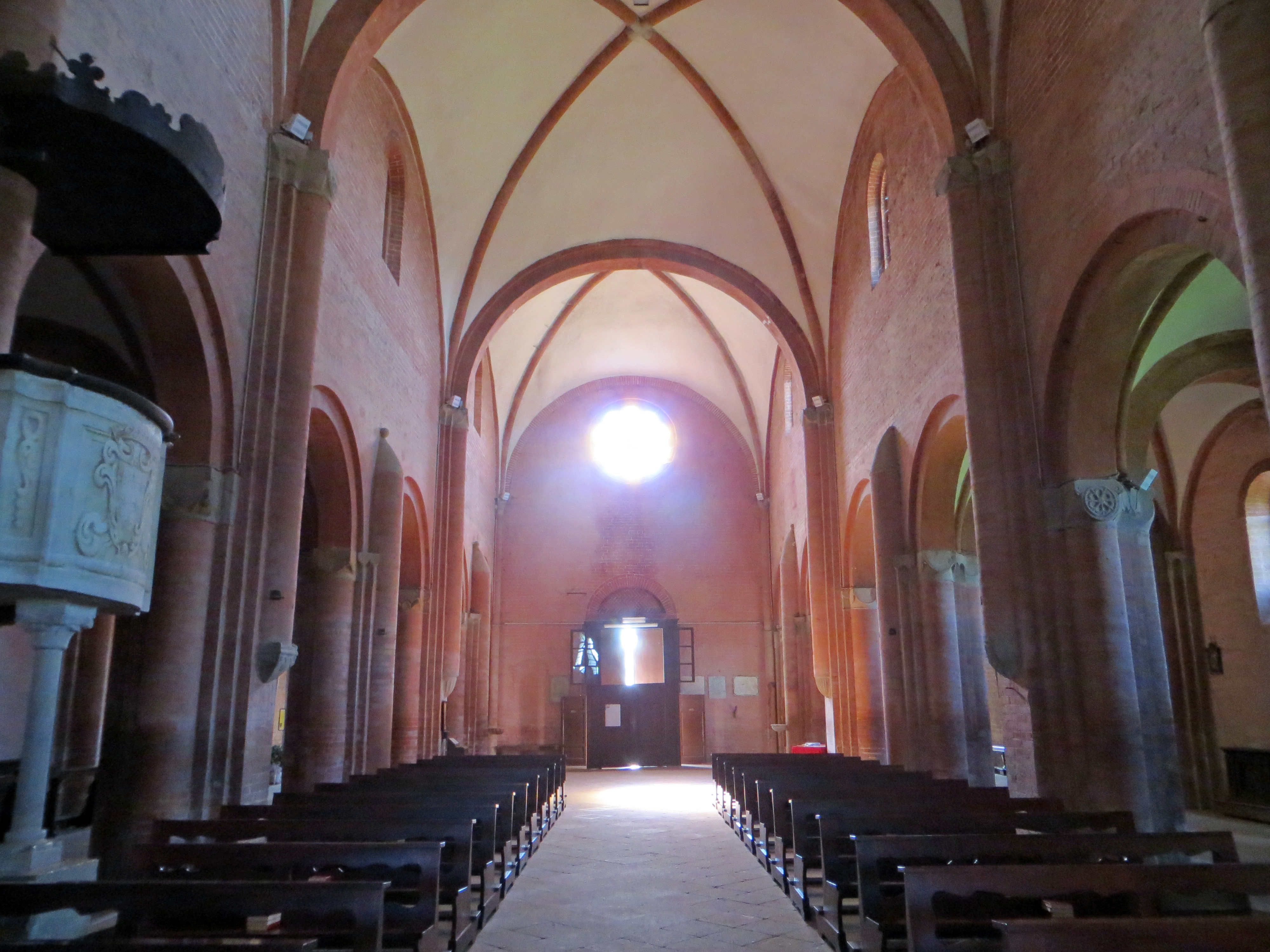
Nef de l'abbatiale vue depuis la chaire en direction de la façade.
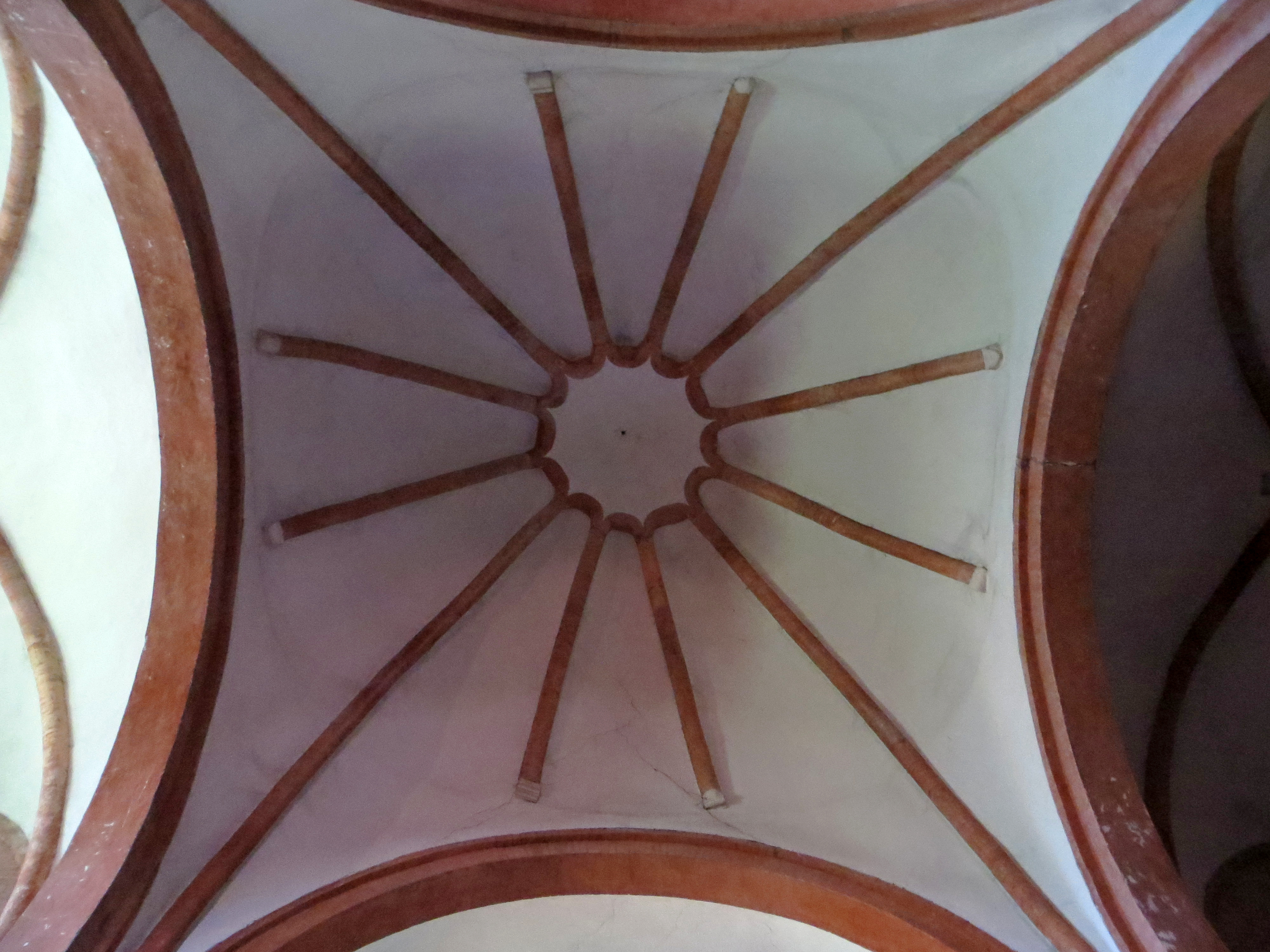
La croisée du transept et sa clef de voûte.

### Extérieur
Comme le reste de l'édifice, la façade est de briques. Son plan est pentagonal. Remanié au XVe siècle, il reste pour la plus grande part fidèle à son style originel. La partie centrale, qui correspond à la nef principale, est séparée des parties latérales par des colonnes engagées de forme polygonale. Les angles entre le pignon principal et les façades latérales sont marqués par des piliers rectangulaires massifs,.
Le portail principal est surplombé d'un édicule recouvert de deux petits pans de toiture. Au-dessus de celui-ci est placée une rosace. Elle-même est dominée d'une frise d'arcs en ogive suspendus, caractéristique de la construction lombarde et padane. Une seconde frise du même type est présente tout en haut de la façade, sur la partie centrale ainsi que sur les colonnes engagées qui la séparent des parties latérales. Juste sous la frise supérieure se dessine une autre frise, cette fois d'arcs en plein cintre légèrement plus vastes.
Les façades latérales nord et sud étaient initialement semblables, mais la façade droite méridionale a été masquée par l'adjonction de bâtiments supplémentaires aux XVIe et XVIIe siècles.

Façade principale et façade nord de l'église
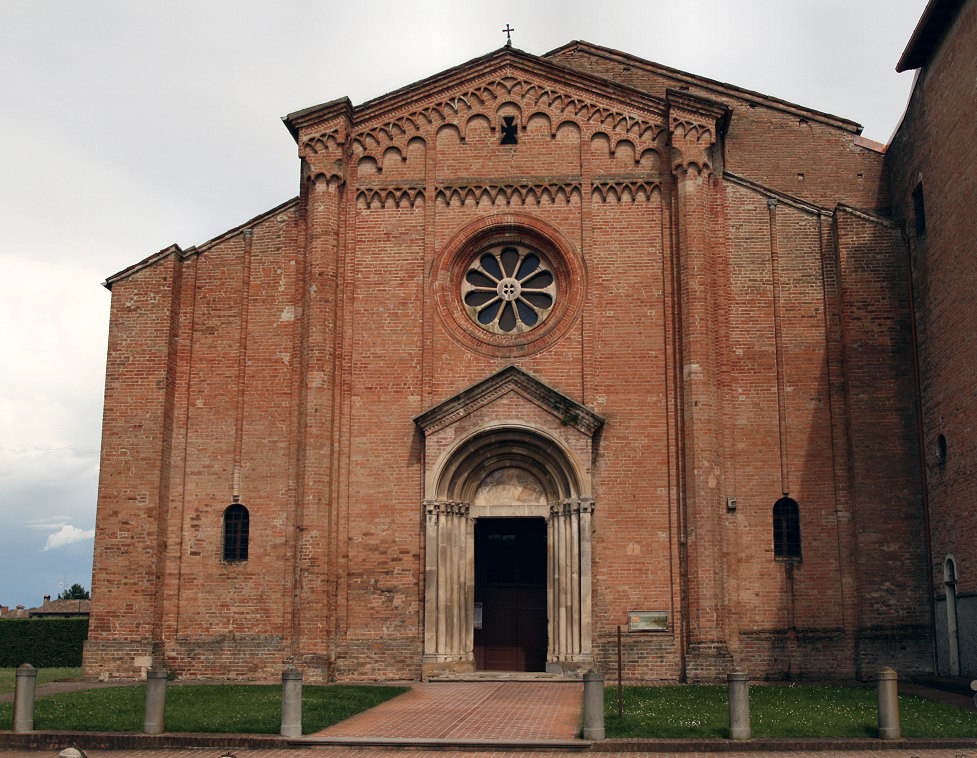
La façade principale de l'église.
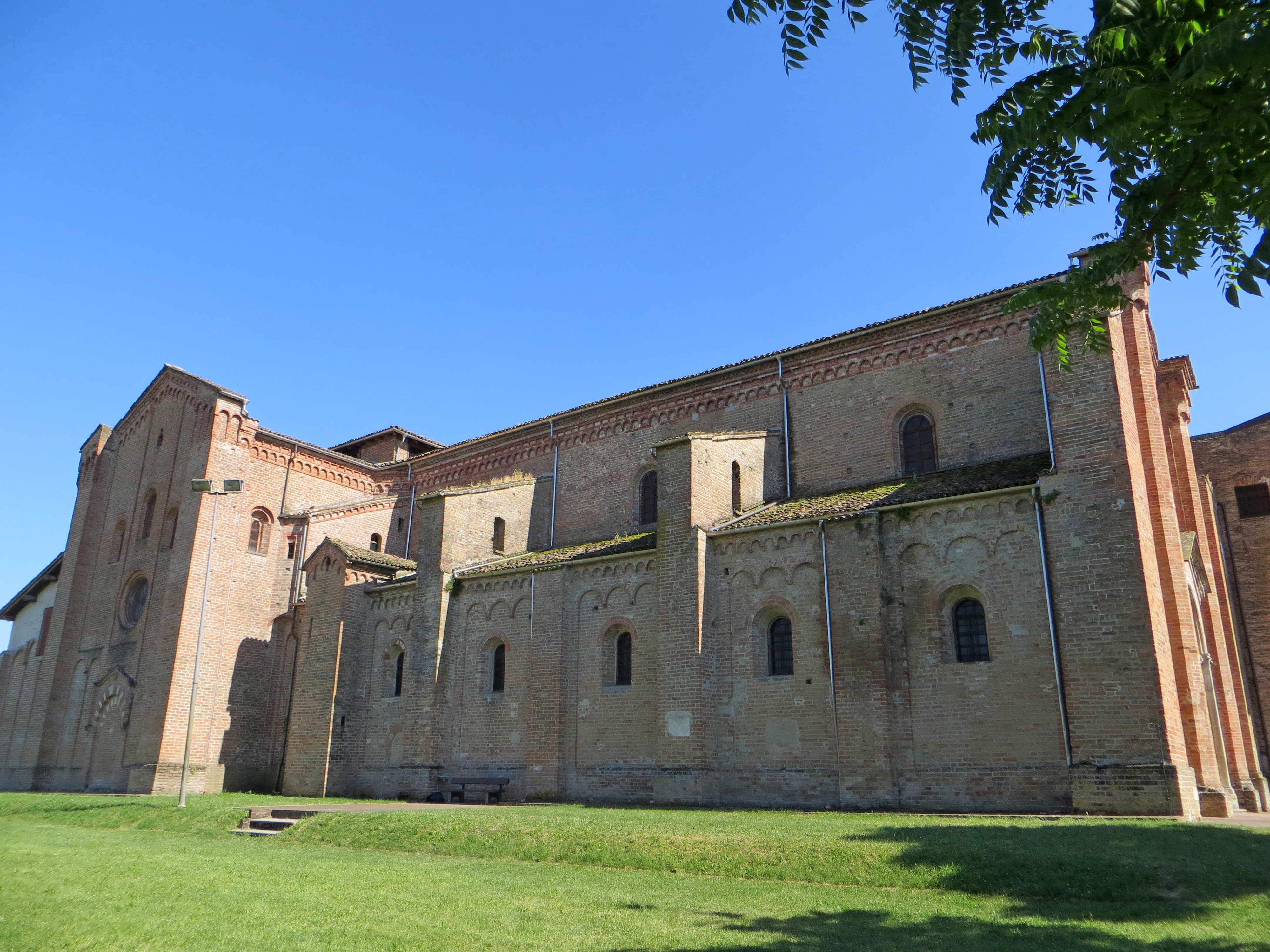
La façade septentrionale de l'abbatiale.
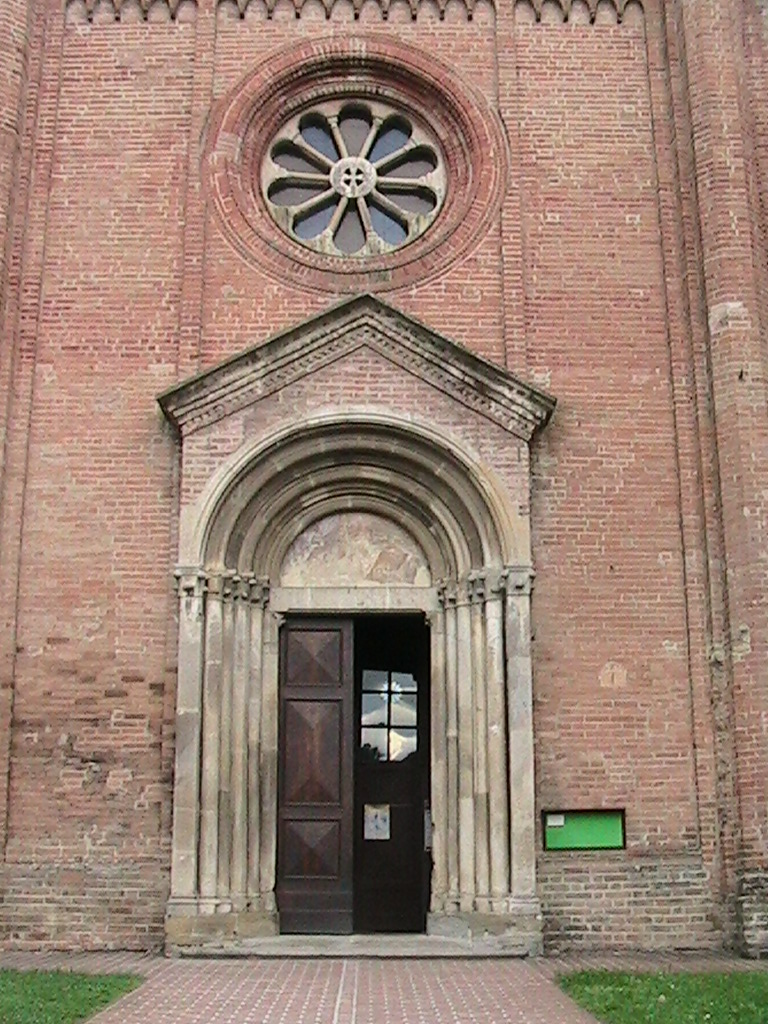
Le portail principal et la rosace de la façade occidentale.